# Dovyalis verrucosa
Dovyalis verrucosa là một loài thực vật có hoa trong họ Liễu. Loài này được (Hochst.) Lign. & Bey mô tả khoa học đầu tiên năm 1904.